# シンスメモリーズ 星天の下で 主題歌集
『シンスメモリーズ 星天の下で 主題歌集』は、亜咲花、岡本美歌、彩音によるスプリット・シングル。2021年9月22日にMAGES.よりリリースされた。

## 概要
- 2021年9月16日発売のNintendo Switch、PlayStation 4用ソフト『シンスメモリーズ 星天の下で』の主題歌を収録したシングル。亜咲花にとっては「『勇者ネプテューヌ 世界よ宇宙よ刮目せよ!! アルティメットRPG宣言!!』OP・ED主題歌CD」以来、彩音にとっては「ひぐらしのなく頃に粋 主題歌集」に続く3枚目のスプリットシングルである。
- オープニングテーマ「光と影のラプラス」は亜咲花、エンディングテーマ「星空オルゴール」は歴代のシリーズも歌唱してきたMemories Offシリーズには欠かせない彩音、挿入歌「Long for you」は作中で澄空出身のアイドル「大山優梨子」役を演じる岡本美歌が担当している。
- ジャケットは同ゲームのキャラクターデザイナーを担当しているU35描き下ろしイラストとなっている。初回生産限定盤はCD＋缶バッジ仕様となっており、U35による描き下ろしイラストを使用した缶バッジが封入さしていた。
- 3曲はアルバム未収録となっている。

## 収録曲
| #         | タイトル                        | 作詞       | 作曲       | 編曲      | 歌                     | 時間  |
| --------- | ------------------------------- | ---------- | ---------- | --------- | ---------------------- | ----- |
| 1.        | 「光と影のラプラス」            | 志倉千代丸 | 志倉千代丸 | 悠木真一  | 亜咲花                 | 4:39  |
| 2.        | 「Long for you」                | yuiko      | 石倉誉之   | 石倉誉之  | 大山優梨子（岡本美歌） | 4:32  |
| 3.        | 「星空オルゴール」              | 彩音       | 永塚健登   | 永塚健登  | 彩音                   | 3:44  |
| 4.        | 「光と影のラプラス」(off vocal) |            |            |           |                        | 4:39  |
| 5.        | 「Long for you」(off vocal)     |            |            |           |                        | 4:32  |
| 6.        | 「星空オルゴール」(off vocal)   |            |            |           |                        | 3:43  |
| 合計時間: | 合計時間:                       | 合計時間:  | 合計時間:  | 合計時間: | 合計時間:              | 25:49 |

## スタッフ・クレジット
| Recording & Mixing Studio: DAIKANYAMA MAGES. STUDIO Recording & Mixing Engineer: 福島章友 (M-01, 03), 清水裕貴 (M-02) Mastering Engineer: 滝瀬真代 Mastering Studio: M's disk mastering Jacket Illustration: U35 Jacket Design: 町田忠義, 万代華子 Artist Management: Amulet | Sales Promoter: Kazutaka Nakanishi / Naoko Saito / Naruya Fujita / Yudai Saito / Aya Sugiura Promoter: Toru Fujimoto / Yoshina Sekiya / Ami Kobayashi / Wakana Endo Game Staff: Taro Shibata / Hiroyuki Chishima / Yasuji Morita Design Control: Nohchi Oda Organization Control: Yuki Nita / Kaori Tonai Assistant Director: Hiroko Daijima Director: Yukinari Shioda / Shinya Miyahara Producer: Katsunori Takahashi General Producer: 小柳路子 Executive Producer: 志倉千代丸 |